# Састобе
Састобе́ (каз. Састөбе) — селище у складі Тюлькубаського району Туркестанської області Казахстану. Адміністративний центр Састобенської селищної адміністрації.
Населення — 5588 осіб (2021; 5386 у 2009, 5470 у 1999, 5498 у 1989).